# إسماعيل بند (مقاطعة فراشبند)
إسماعيل بند (بالفارسية: اسماعیل بند) هي قرية تقع في قسم آويز الريفي (مقاطعة فراشبند) في إيران.